# Liste des évêques de Dédougou
La liste des évêques de Dédougou recense les noms des évêques qui se sont succédé sur le siège épiscopal de Dédougou au Burkina Faso depuis la création du diocèse de Dédougou (de),  le 14 avril 2000, par scission de celui de Nouna-Dédougou (en). Son siège se trouve à la cathédrale Sainte-Anne de Dédougou.

## Sont évêques
- 14 avril 2000-4 juin 2005 : Zéphyrin Toé, antérieurement évêque de Nouna-Dédougou.
- 4 juin 2005-†19 août 2016 : Judes Bicaba[1]
- depuis le 24 avril 2017 : Bonaventure Ky

## Sources
- Fiche du diocèse sur le site catholic-hierarchy.org